# Jordy Hilterman
Jordy Hilterman (Haarlem, 9 juni 1996) is een Nederlands voetballer die bij voorkeur als aanvaller speelt. Hij kwam drie seizoenen uit voor FC Volendam. 

## Clubcarrière

### FC Volendam
Hilterman begon met voetballen bij HFC EDO tot de E-jeugd, om vervolgens over te stappen naar de jeugdopleiding van HFC Haarlem. Na het faillissement van Haarlem toonde FC Volendam interesse en maakt de spits de overgang naar de club. In het seizoen 2015/16 stroomde hij door naar de A-selectie. Hij maakte op 14 maart 2016 zijn debuut in een wedstrijd tegen Telstar. Hilterman kwam vijf minuten voor tijd binnen de lijnen voor spits Jack Tuijp. Enkele weken later was hij bij zijn basisdebuut voor het eerst trefzeker, in de met 2−0 gewonnen wedstrijd tegen Sparta Rotterdam. 
Hilterman wist zich bij Volendam nooit in de basis te spelen en fungeerde voornamelijk als invaller. Vanwege de geringe kans op speeltijd in het eerste elftal, besloot hij in de zomer van 2018 de overstap te maken naar VV Katwijk, destijds uitkomend op het hoogste amateurniveau. Hilterman speelde in totaal zestien officiële wedstrijden voor FC Volendam, waarvan negen als invaller. Hierin was hij tweemaal doeltreffend.  

### Amateurvoetbal
In Katwijk kwam hij meer aan spelen toe. Hij was in de openingswedstrijd tegen De Treffers (4-1 winst) direct trefzeker. Op 20 oktober 2018 scoorde Hilterman in de derby tegen Rijnsburgse Boys (1-2 winst) het winnende doelpunt. In het seizoen 2019/20 stond Hilterman met Katwijk met nog tien wedstrijden te gaan bovenaan in de Tweede Divisie, maar het seizoen werd geschrapt vanwege het coronavirus.
Medio 2020 maakte Hilterman de overstap van VV Katwijk naar Koninklijke HFC. Zijn eerste seizoen kwam hij nauwelijks in actie, doordat het voetbal wederom werd stopgezet vanwege corona. Het volgende seizoen kwam hij 22 duels in actie en sloot Hilterman het seizoen met HFC af op een derde plek. In maart 2022 kondigde Rijnsburgse Boys aan Hilterman te hebben aangetrokken voor het seizoen 2022/23. In februari 2023 werd bekend dat club en speler uit elkaar gingen. Vanwege gebrek aan speeltijd en uitzicht op een basisplaats besloot Hilterman om sportpark Middelmors na een seizoen te verlaten. Hij ging vervolgens een niveau lager spelen, bij VV Eemdijk.

## Statistieken in het betaalde voetbal
| 2015/16                    | FC Volendam | Nederland   | Eerste divisie | 6  | 1 | 0 | 0 | 0 | 0 | 6  | 1 |
| 2016/17                    | FC Volendam | Nederland   | Eerste divisie | 6  | 1 | 0 | 0 | 2 | 0 | 8  | 1 |
| 2017/18                    | FC Volendam | Nederland   | Eerste divisie | 2  | 0 | 0 | 0 | 0 | 0 | 2  | 0 |
| Club totaal                | Club totaal | Club totaal | Club totaal    | 14 | 2 | 0 | 0 | 2 | 0 | 16 | 2 |
| Bijgewerkt tot 1 juli 2018 |             |             |                |    |   |   |   |   |   |    |   |